# Me cambió
«Me cambió» es una canción de la banda mexicana de pop punk, Allison, de esta canción proviene su tercer video y el sencillo del mismo disco de la agrupación. El sencillo fue lanzado en el año 2007 a través de Sony BMG.

## Lista de canciones

### Sencillo - CD[5]
| Me cambió — Single |             |          |  |
| N.º                | Título      | Duración |  |
| 1.                 | «Me cambió» | 2:55     |  |

## Créditos
- Erick Canales - Voz , Guitarra
- Abraham Isael Jarquín Guitarra
- Manuel Ávila "Manolín" Bajo, Coros
- Diego García Stommel - Batería

## Posicionamiento en listas
| Lista (2007)    | Puesto |
| --------------- | ------ |
| México (Los 40) | 26     |